# Jaumave
Jaumave è una municipalità dello stato di Tamaulipas, nel Messico centrale, il cui capoluogo è la omonima località.
Conta 15.105 abitanti (2010) e ha una estensione di 2.642,29 km².
L'origine del toponimo è sconosciuta.